# Akeda

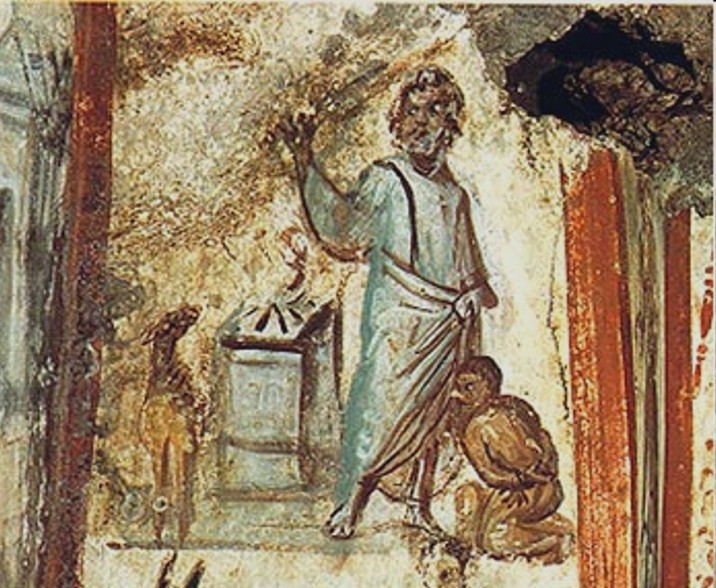
Fresk z katakumb przy Via Latina (cubiculum C) w Rzymie (ok. 320 rok)

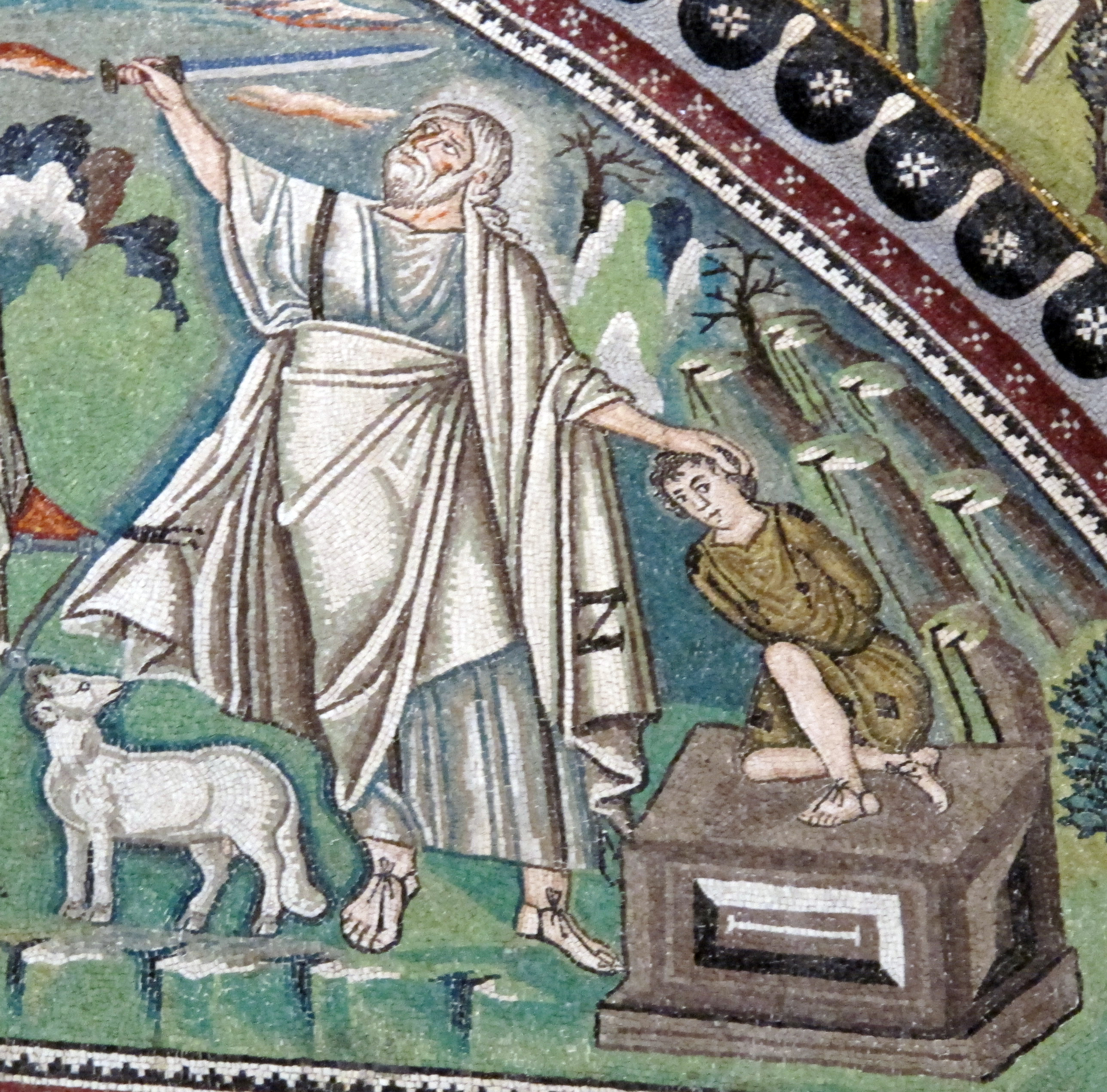
Mozaika w bazylice św. Witalisa w Rawennie

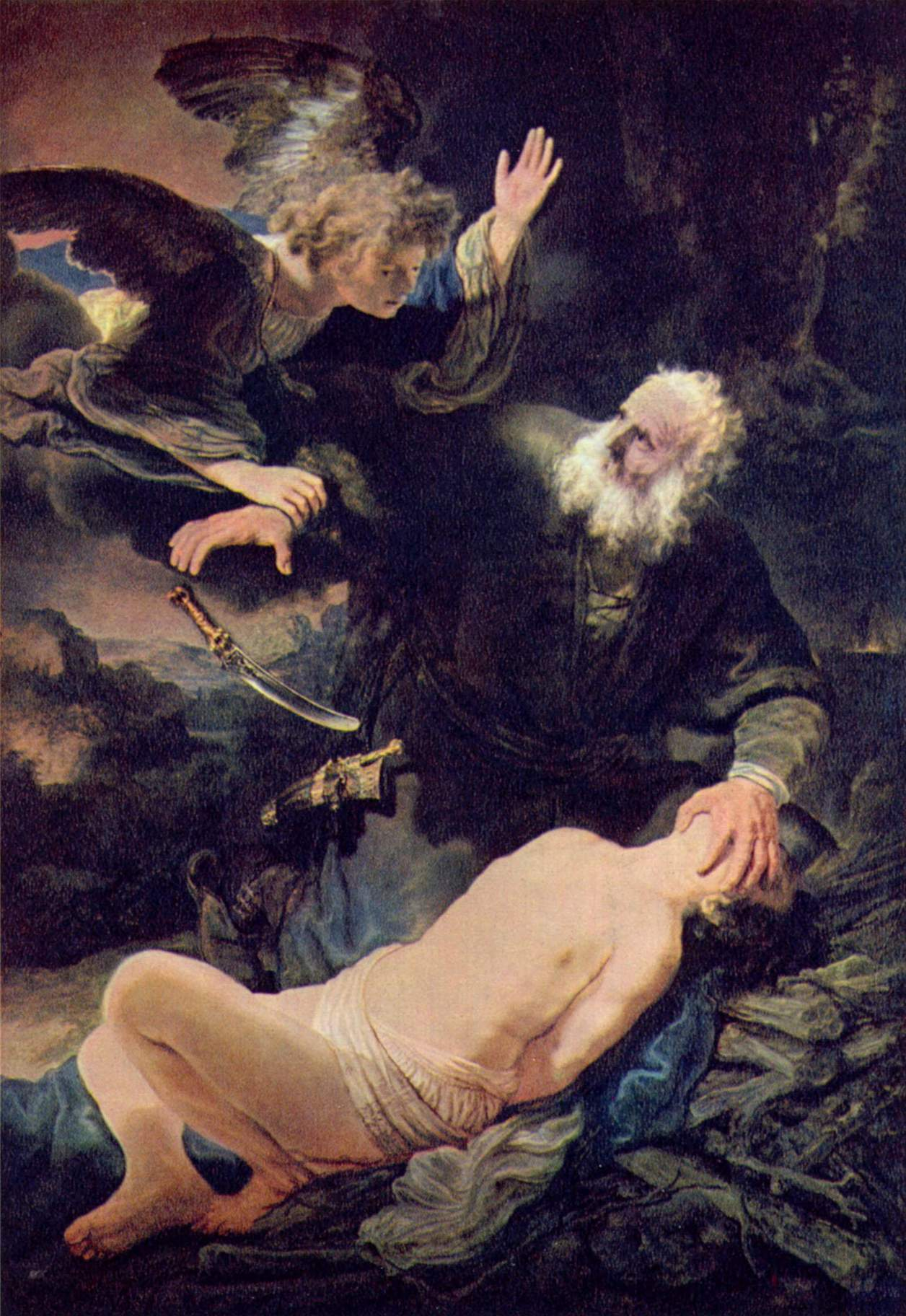
Anioł zatrzymuje Abrahama ofiarującego Izaaka (Rembrandt)

Akeda (hebr. ‏עֲקֵידָה‎ = „związanie [ofiary przed złożeniem]”; jid. ‏עקדה‎ akejde lub ‏עקדת־יצחק‎ akejdes-Jicchok) – termin określający biblijną opowieść z Księgi Rodzaju (Rdz 22, 1–18) o ofiarowaniu przez Abrahama swego pierworodnego syna Izaaka (hebr. akedat Icchak = związanie Izaaka) w polskiej terminologii – ofiara Abrahama lub ofiarowanie Izaaka. Abraham jest w tym opowiadaniu figurą posłuszeństwa, a Izaak męczeństwa. Równocześnie znaczące jest samo miejsce planowanego złożenia ofiary. 2 Księga Kronik (2 Krn 3,1) opisuje, że właśnie na górze Moria Salomon zaczął budować Świątynię Jerozolimską. Dla chrześcijan związanie Izaaka jest zapowiedzią typiczną ofiary Jezusa.

## Lokalizacja, datowanie i budowa tekstu
Akeda jest przykładem misternego, zwięzłego, lecz niezwykle bogatego opowiadania biblijnego. W klasycznej teorii źródeł opowieść o ofiarowaniu Izaaka zaliczano do tradycji elohistycznej. Obecnie tak wczesne datowanie opowieści jest podawane w wątpliwość. Georg Steins uważa opowieść za jeden z najpóźniejszych tekstów Pięcioksięgu, późniejszy niż należące do tradycji kapłańskiej opisy objawienia na Synaju. Timo Veijola i Konrad Schmid datują tekst na okres perski.
Werner H. Schmidt uznaje opowieść za sagę. Termin „saga” ma w biblistyce znaczenie wieloznaczne, generalnie jednak określa gatunek literacki zbliżony do legendy. Opowieść zawarta jest w 22 rozdziale Księgi Rodzaju. Współcześnie znana wersja tekstu masoreckiego obejmuje 19 wersów (Rdz 22, 1–18), lecz pierwotna wersja była krótsza. Obejmowała wersy 1–14a+19a.
W poszczególnych wydaniach Biblii lub komentarzy perykopa jest  tytułowana na różne sposoby. Najczęściej stosowany jest tytuł „Ofiarowanie Izaaka”, „Moria”, ale także poetycko „Ogień i nóż”.

### Struktura fabuły
Przy prostocie i lakoniczności użytych sformułowań kompozycja opowiadania jest złożona i zawiła. Fabuła rozgrywa się w dwóch płaszczyznach. Pierwszą stanowią opisy wydarzeń i podejmowanych działań. Określa ramy czasowe oraz przestrzenne i wyznacza bieg akcji rozgrywającego się dramatu, z kulminantą w scenie składania ofiary z Izaaka. Drugą stanowi warstwa dialogowa, która zwalnia tempo wydarzeń. Forma retoryczna wypowiedzi wprowadza komplikacje i każe czytelnikowi zastanowić się nad relacjami między bohaterami i ich poczuciem wewnętrznej tożsamości.

### Kompozycja fabularna
Opowiadanie ma czytelny nagłówek (wiersz 1). Dialog między Bogiem i Abrahamem (w. 1–2) oraz opis działania Abrahama (w. 3) stanowią zawiązanie akcji. Trzydniowa podróż do krainy Moria nie zawiera żadnego dialogu, a jedynie opis działań Abrahama (w. 4–6). Ciszę przerywa zainicjowana przez Izaaka rozmowa, w której odpowiedź ojca stanowi kluczowy element opowiadania (w. 7–8). Dramatyczne przygotowania Abrahama do złożenia w ofierze całopalnej syna (w. 9–10) zostają zwieńczone dialogiem, który wskazuje rozwiązanie (w. 11–12), które następuje poprzez działanie Abrahama składającego ofiarę z barana zamiast z syna (w. 13–14). Swego rodzaju postscriptum stanowią, skierowane raczej do czytelnika niż bohatera, słowa Anioła [JHWH mālāḵ] (w. 15–18), zaś opis milczącej drogi powrotnej bohaterów stawia pytania o ich kondycję i relacje.
Kompozycja fabularna zyskuje dodatkowe wzmocnienie poprzez stosowanie różnych imion Boga. W odniesieniu do dwóch głównych obecnych w opowiadaniu: Elohim i JHWH (יְהוָה), stosowane są także ich gramatyczne warianty, czego nie można dostrzec w przekładach. Pojawia się HaElohim (Elohim z rodzajnikiem). Pod koniec dwukrotnie pojawia się wyrażenie JHWH mālāḵ z nieba. Ów wysłannik nieba, powstrzymuje rękę Abrahama przed zabiciem syna, a później składa obietnicę obdarzenia go licznym potomstwem. Zmiany oznaczeń postaci po stronie Boga występują w kontekstach prowadzonych dialogów i najwyraźniej mają podkreślać ich wagę.

## Złożoność opowiadania
Akeda jest zaliczana do arcydzieł literackich starożytnych Izraelitów. Opowiadanie jest krótkie i pozornie proste, ale zawiera bogatą, emocjonalną treść i niesie szereg ważnych pytań, jest punktem wyjścia dla zróżnicowanych interpretacji przenikających różne kręgi kulturowe, religie. Dotyka kwestii społecznych, teologicznych, dramatu wyborów, rozumienia powinności rodzinnych, wierności więzom krwi skonfrontowanej z wiernością wobec Boga.

### Treść opowiadania
Opowieść o ofiarowaniu Izaaka jest zawarta w Księdze Rodzaju (Rdz 22, 1–18). Bóg wzywa Abrahama do podążenia na górę Moria i złożenia tam w ofierze całopalnej swego jedynego syna, Izaaka. Jest to jedyny fragment Księgi Rodzaju, w którym Bóg żądając od człowieka złożenia ofiary, wskazuje dokładnie przedmiot ofiary, miejsce jej złożenia i nie pozostawia miejsca na kwestionowanie żądania. Po dotarciu na miejsce Abraham sięga po nóż, aby zabić syna, lecz w ostatniej chwili anioł woła do niego z nieba i powstrzymuje go przed tym czynem, informując, że pomyślnie przeszedł próbę, na jaką wystawił go Bóg.

#### Uwarunkowanie narracji
Talmud Bawli (Talmud Babiloński; Sanhedryn 89b) zwraca uwagę na wyrażenie otwierające opowieść: „Po tych wydarzeniach (hebr. וַיְהִי אַחַר הַדְּבָרִים הָאֵלֶּה) wystawił Bóg Abrahama na próbę”  (Rdz 22,1a). Pierwsze słowa były w częściach narracyjnych i historycznych Tanach rozumiane w znaczeniu „niedługo potem” i wyznaczało ciąg chronologiczny odnoszący się do wydarzeń zrelacjonowanych we wcześniejszym fragmencie tekstu, a wczesna egzegeza żydowska interpretowała wyrażenie הַדְּבָרִים jako „słowo” albo „czyn, rzecz”. Tym samym zdanie może być rozumiane jako „Po tych słowach wystawił Bóg Abrahama na próbę” lub „Po tych wydarzeniach wystawił Bóg Abrahama na próbę” i w konsekwencji odnosi treść opowiadania do wydarzeń zrelacjonowanych we wcześniejszym opowiadaniu lub do wypowiedzianych wcześniej słów.

Koncepcja odniesienia kontekstu „związania” z wcześniejszymi wydarzeniami, wynika głównie z historycznych zapisów Józefa Flawiusza („Dawne dzieje Izraela”). Flawiusz nie łączył akeda z jakimś konkretnym wcześniejszym wydarzeniem, ale z kontekstem relacji i wydarzeń między Bogiem i Abrahamem, opisanych w rozdziałach 12–21 Księgi Rodzaju: 

I osiągnął to („związanie”) dzięki pomocy Bożej. Ale przedtem Bóg, chcąc wybadać jego pobożność, ukazał mu się i wyliczywszy wszystkie łaski, jakich mu udzielił (pozwolił mu przecież zatriumfować nad nieprzyjaciółmi, opieką swoją zapewnił mu szczęście i, co najważniejsze, dał mu Izaaka), zażądał od Abrama, by złożył Mu tego syna jako ofiarę całopalną na szczycie góry Moria.

 Średniowieczny francuski rabin Samuel ben Meir („Raszbam”) odnosił „związanie” do opisanego w zakończeniu poprzedniego rozdziału (Rdz 21,22–32) aktu przymierza, zawartego przez Abrahama z Filistynami. Komentował:

Bóg rzekł do Abrahama: stałeś się dumny ze swego syna, którego ci dałem i zawarłeś przymierze z nimi (Filistynami), teraz idź i złóż go w ofierze całopalnej, a zobaczymy, co stanie się z przymierzem!.

Talmud Babiloński (Sanhedryn 89b) zawiera midrasz, w którym uznawany za autorytet rabin Jose ben Zimr, a za nim Rabbi Johanan objaśniał, że Bóg wystawił Abrahama na próbę „po słowach szatana, jak jest napisane, „Dziecko podrosło i zostało odłączone od piersi [Abraham wyprawił wielką ucztę w tym dniu, w którym Izaak został odłączony od piersi]” (Rdz 21,8):

Na to szatan rzekł do Wszechmocnego: «Władco wszechświata! Raczyłeś łaskawie obdarzyć tego starca owocem łona w wieku stu lat, jednak z całej uczty, jaką przygotował, nie złożył Tobie w ofierze nawet jednej synogarlicy czy gołębia! Wszystko uczynił wyłącznie na cześć swego syna!» Odrzekł On (Bóg), «Jednak gdybym powiedział mu: „Złóż Mi w ofierze swego syna”, uczyniłby to bez wahania». Natychmiast „Bóg wystawił Abrahama na próbę... I powiedział «Weź, proszę, twego syna».

Rabin Moshe Reis przytacza nieco rozszerzoną narrację „związania”, którą przekazuje midrasz. Według tego midraszu, gdy Abraham usłyszał polecenie, by wziął swego jedynego syna miał odpowiedzieć, że ma ich dwóch – z dwóch różnych matek – i kocha ich obydwóch. Wówczas Bóg miał doprecyzować, że chodzi o Izaaka. Taka narracja podkreśla, że dramat Abrahama był dwustopniowy. Za drugim razem usłyszał, że chodzi o tego ukochanego syna. Z kolei szwajcarski biblista, Konrad Schmid także powołując się na treść żydowskiego midraszu podaje powtarzaną w tradycji wersję, że Sara po dowiedzeniu się o przebiegu wydarzenia wydała sześć okrzyków i na miejscu umarła. Tradycja ta bazuje na fakcie, że opis śmierci Sary w Rdz 23 następuje niedługo po opisie ofiarowania Izaaka.

#### Uwarunkowanie teologiczno-etyczne
Komentatorzy zwracają uwagę na rodzące się pytanie: „Jak miłosierny Bóg mógł być tak okrutny względem Swego wiernego sługi i bezwarunkowo żądać, aby ten zamordował swego umiłowanego syna?” Żądanie jest odbierane jako sprzeczne z zakazem zabijania. Pierwsze zdanie opowieści („Bóg wystawił Abrahama na próbę” (Rdz 22,l) łagodzi krytyczny odbiór wskazując, że celem żądania nie było złożenie ofiary całopalnej z człowieka, lecz wykazania się ze strony Abrahama bezwarunkową wiarą. Biorąc pod uwagę, że był to już dziesiąty raz, gdy Bóg wystawiał na próbę wierność Abrahama, ta miała być próbą ostateczną, która miała wykazać, że badany był gotowy oddać Bogu to, co miał najcenniejszego. Żydowscy rabini nie krytykowali żądania Boga. Midrasz „Tanchuma” wprowadził interpretację, zgodnie z którą baran był przygotowany w pierwszy szabatowy wieczór tygodnia Stworzenia, i już od tego czasu czekał „uwikłany rogami w zaroślach”, by zastąpić Izaaka. Ta koncepcja wskazywała, że złożenie Izaaka w ofierze całopalnej od samego początku nie było zamiarem Boga. Inne pobiblijne tradycje żydowskie wzbogacają też opowieść o takie wątki jak dobrowolne ofiarowanie się przez Izaaka czy spór Boga z szatanem o sprawiedliwość Abrahama, podobny do tego w Księdze Hioba 1–2. Dwunastowieczny rabin Efraim z Bonn mówi o śmierci i wskrzeszeniu Izaaka.

#### Heroizm postawy Abrahama
Biblijny narrator przekazuje wiele przykładów (Rdz 15,7–8; Rdz 17,15–17; Rdz 18,16–33), że Abraham nie wahał się on pytać Boga, kiedy uważał to za konieczne. Ale opowiadanie z Rdz 22 nie ukazuje, czy Abraham zadawał pytania i czy uzyskiwał na nie odpowiedzi. Narrator nie opisuje także, by Abraham modlił się do Boga o odwołanie żądania zabicia syna. Z opisu wynika, że Abraham, kierując się wiarą w Boga, był gotowy spełnić żądanie natychmiast i bez pytania. Pseudo-Filon komentował: „Abraham nie spierał się, lecz wyruszył natychmiast” („Liber Antiquitatum Biblicarum” 32,1–2).

Wśród tekstów rabinicznych można więc odczytać opinię, że Abraham w sprawie „związania” nie podejmował sporu z Bogiem, ale panował nad swymi myślami i świadomie stłumił swoje uczucia: 

Rabbi Bibi Rabba rzekł w imieniu Rabbi Johanana: Przemówił do Niego: Władco wszechświata! Kiedy nakazałeś mi, „Weź twego syna jedynego” (Rdz 22,2), mogłem odpowiedzieć, „Wczoraj obiecałeś mi: „Od Izaaka będzie nazwane twoje potomstwo” (Rdz 21,12), a teraz mówisz mi: „tam złóż go w ofierze”? (Rdz 22,2) Lecz, Boże broń, nie tak to rozstrzygnąłem, ale stłumiłem moje uczucia litości, aby spełnić Twoją wolę. Może więc taka będzie Twoja wola, o Panie nasz Boże, że kiedy dzieci Izaaka będą przeżywać trudności, wspomnisz to związanie na ich korzyść i zlitujesz się nad nimi (Genesis Rabba 56,10; Talmud Jerozolimski, Ta’anit 2:4).

Midrasz Rabba do Lamentacji 1,50 (ok. V w.) opowiada o Miriam, córce Tanhuma (lub Nahuma), żydowskiej matce siedmiu synów zabitych na rozkaz Cezara. Midrasz porównuje jej czyn z postępowaniem Abrahama w historii o „związaniu”. Kiedy z powodu wierności nakazom Tory i ich odmowy oddania pokłonu posągowi zabitych zostało już sześciu synów, matka objęła siódmego, ucałowała i powiedziała: 

Mój synu, idź do patriarchy Abrahama i powiedz mu: »Tak powiedziała moja matka: Nie pysznij się [swą sprawiedliwością], mówiąc: Zbudowałem ołtarz i złożyłem w ofierze mego syna Izaaka. Spójrz, nasza matka w jednym dniu zbudowała siedem ołtarzy i złożyła siedmiu synów w ofierze. Twoja ofiara była tylko na próbę, ale moja była naprawdę.

  W ślad za tym midraszem „związanie” jest przez rabinów uznawane najwcześniejszy, udokumentowany w Biblii Hebrajskiej akt Kidusz HaSzem (dosłownie: „uświęcenie imienia Boga”, rozumiane jako: męczeństwo). Teksty rabiniczne uznają milczenie Abrahama za objaw szlachetności. Podkreślają fakt panowania przez Abrahama nad ojcowską miłością, by wykonać Boży nakaz. Czyn Abrahama jest uznawany za najdoskonalszy wyraz bezwarunkowej czci i posłuszeństwa wobec Boga. Abraham jest określany „ojcem wierzących”. Søren Kierkegaard nazywał Abrahama „rycerzem wiary”.

#### Figura Izaaka
Pierwszy werset 22 rozdziału Księgi Rodzaju zdaje się zawężać rozumienie „związania” („Bóg wystawił Abrahama na próbę...”) do relacji Abraham–Bóg. Mimo iż tekst nie przynosi informacji o wieku Izaaka, to był już na tyle duży, żeby iść na górę Moria i nieść drwa potrzebne do ofiary całopalnej (Rdz 22,6). Tekst biblijny przedstawia Izaaka jako postać bierną, jednak komentarze rabiniczne podkreślają (np. Rabba do Lamentacji, Petichta 24), że „związanie” było próbą nie tylko dla Abrahama, ale także i Izaaka. Ze zapisu „i obaj szli dalej” wysnuwają wniosek, że Izaak wiedział w jakim celu zmierzają na górę, ale pozostał posłuszny: 

„[Zły anioł] Samael podszedł do Izaaka i rzekł mu: «Synu nieszczęsnej matki! On idzie ciebie zabić!» «Przyjmuję mój los», ten [Izaak] odrzekł” (Genesis Rabba 56,4).

 Najdalej idąca interpretacja (Genesis Rabba 56,8) wskazywała na świadome uczestnictwo Izaaka. Chłopiec miał wręcz prosić, by ojciec go związał, bowiem ofiara, która się wyrywa nie byłaby miła Bogu: 

„Rabbi Izaak rzekł: Kiedy Abraham chciał złożyć w ofierze swego syna Izaaka, ten powiedział do niego: «Ojcze, jestem młody i boję się, że moje ciało może zadrżeć z obawy przed nożem, i ulitujesz się nade mną, przez co zabicie mnie może nie być właściwe i nie będzie się liczyć jako prawdziwa ofiara; przeto zwiąż mnie bardzo mocno». Niezwłocznie związał Izaaka. Czy można związać trzydziestosiedmioletniego mężczyznę? Tylko za jego zgodą!” (Genesis Rabba 56,8).

 O dobrowolnej zgodzie Izaaka pisał Józef Flawiusz („Dawne dzieje Izraela” 1, 232), Pseudo-Filon (Liber Antiquitatum Biblicarum 32, 1–3), a później także i żydowskie targumy: 

„Potem Abraham wyciągnął dłoń i ujął nóż, aby złożyć w ofierze swego syna Izaaka. Izaak przemówił do swego ojca Abrahama: ojcze mój, zwiąż mnie dobrze, abym ci nie przeszkadzał i nie unieważnił twej ofiary, i nie został wrzucony do dołu zagłady w świecie przyszłym! Oczy Abrahama były utkwione w oczach Izaaka, a oczy Izaaka zwróciły się ku aniołom w górze, których Abraham nie widział. W tym momencie dał się słyszeć głos z nieba: Przyjdzie zobaczyć dwóch jedynaków na świecie. Jeden składa ofiarę, a drugi jest ofiarowany. Ten, który składa ofiarę, nie cofa się, a ten, który jest ofiarowany, nadstawia gardła”.

 Ta koncepcja ta jest mocno zakorzeniona zarówno w judaizmie, jak i w chrześcijaństwie.

## Akeda wreligiach abrahamowych
Hebrajski termin akeda („związanie Izaaka”) podkreśla sam akt, czynność dokonaną przez Abrahama na synu. Natomiast tradycja chrześcijańska używa raczej terminu „ofiara Abrahama”, która stanowi określenie sensu tej czynności.

### Tradycja judaistyczna

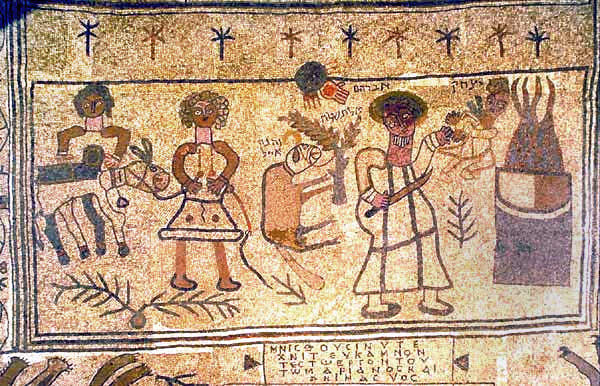
Scena związania Izaaka na mozaice w synagodze w Bet Alfa (VI w.)

We wczesnym okresie rabinicznym akeda było przywoływane w modlitwach wstawienniczych. Miszna (Ta'an 2: 4) wskazywała modlitwę przeznaczoną na dni powszednie postu: „Niech ten, który odpowiedział Abrahamowi, naszemu ojcu na górze Moria, odpowie ci i wysłucha w tym dniu głosu twojego płaczu”. Odmawiana podczas Rosz ha-Szana modlitwa Zikhronot (hebr. ‏זִכְרוֹנוֹת‎ wersety „pamięci”) zawiera wezwanie do Boga, „by pamiętał o «związaniu» Izaaka, a poprzez zasługi Abrahama obdarzał jego potomstwo miłosierdziem”. Podczas judaistycznej liturgii w drugi dzień Rosz ha-Szana odczytywana jest historia akeda (Meg 31a). Tradycja wiąże także rogi szofar, które są używane podczas tego święta, z rogami barana, który został ofiarowany w miejsce Izaaka.

### Tradycja chrześcijańska
Nowy Testament interpretuje ofiarowanie Izaaka jako świadectwo wiary Abrahama (Jk 2,21, Hbr 11,17–19). Ojcowie Kościoła tacy jak Klemens Aleksandryjski (Paedogogica, 1: 5) i Tertulian (Adversus Marcionem, 3:18) interpretowali je jako typ ofiary Chrystusa. Homilia paschalna żyjącego w II wieku Melitona, biskupa Sardes koło Smyrny w zachodniej Anatolii, wyraża przekonanie o wypełnieniu się starotestamentowych proroctw przez przyjście Mesjasza w osobie Chrystusa. „Związanie” Izaaka było interpretowane jako zapowiedź ukrzyżowania Jezusa. Chrześcijańscy pisarze odnotowywali paralelę między obiema historiami, w której Abraham był odnoszony do Boga Ojca, który poświęcał swego jedynego Syna, Izaak niosący drewno na ołtarz na wzgórzu Moria był typem Jezusa niosącego tam krzyż, a baran składany w ofierze symbolizował ukrzyżowanego Jezusa. Odnotowywana jest także zbieżność „trzech dni” w obu historiach i zbieżność miejsca – na wzgórzu w Jerozolimie.

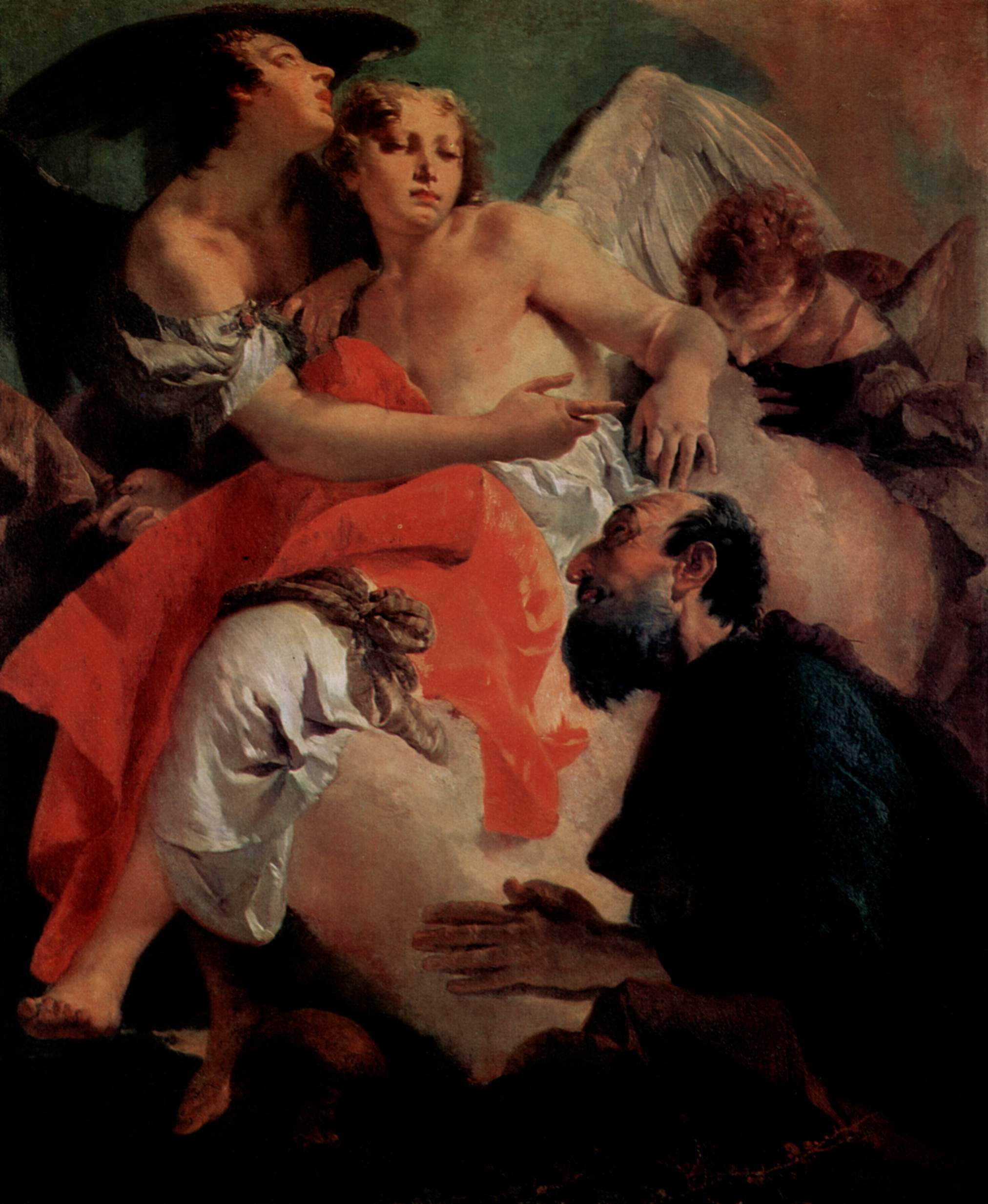
Abraham i anioł,
Giovanni Battista Tiepolo, 1732

### Tradycja muzułmańska
W islamie „związanie” jest wymieniane w Koranie (Koran 37: 97–111). Mówi o związaniu „syna” przez Abrahama, ale nie wymienia jego imienia. Do IX lub X wieku wśród islamskich egzegetów toczyła się dyskusja, który z synów Abrahama/Ibrahima miał uczestniczyć w „związaniu”. Ostatecznie – mimo iż w tej części 37 sury wymieniane jest tylko imię Izaaka – zawarto konsensus, że był to Izmael, uznawany za praojca Arabów. Według islamu historia miała miejsce przed narodzinami Izaaka.

## Ofiarowanie Izaaka w kulturze
Biblijny tekst o związaniu Izaaka miał wpływ na sztukę. Od wieków jest istotnym tematem sztuki religijnej. Powstały liczne dzieła literackie („Bojaźń i drżenie” Sørena Kierkegaarda, „Egzystencjalizm jest humanizmem” J.P. Sartre’a, „Izaak i Abraham” poemat Iosifa Brodskiego), w muzyce („Canticle II: Abraham and Isaac, for alto, tenor, and piano, Op. 51” Benjamina Brittena, „Highway 61 Revisited” – piosenka Boba Dylana, „Story of Isaac” – piosenka z albumu „Songs from a Room” Leonarda Cohena), w sztuce filmowej („Ofiarowanie” (1986), reż. Andriej Tarkowski, „Fanatyk” (2001), reż. Henry Bean), malarstwie („Ofiarowanie Izaaka” – relief Lorenzo Ghibertiego (1401), „Ofiarowanie Izaaka” – obraz Caravaggia, „Ofiarowanie Izaaka” – obraz Rembrandta, „Ofiarowanie Izaaka” – obraz Maulbertscha) i w rzeźbiarstwie („Ofiarowanie Izaaka” – płaskorzeźba Lorenzo Ghiberti). Do motywu „związania” nawiązuje także „The Binding of Isaac” (2011) – gra niezależna autorstwa Edmunda McMillena i Floriana Himsla.